# Население Ангильи
Население Ангильи — состав жителей, населяющих территорию Ангильи.

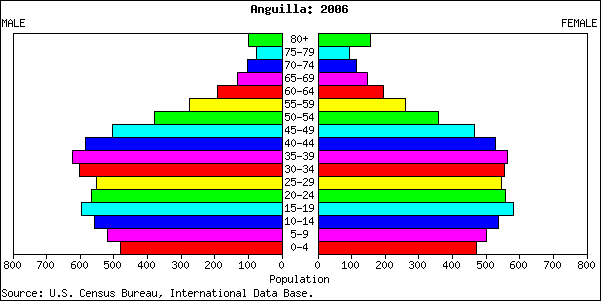
Возрастно-половая пирамида Ангильи.

## Языковой состав
Официальным языком Ангильи является английский.
По данным переписи 2001 года 11,329 жителей владели английским языком, а 101 нет. Из них 82 разговаривали на испанском, а 7 на китайском.

По результатам переписи 2001 года, один человек владел 7 языками, 13 человек владели 5 языками, 35 человек владели 4 языками, 173 человека владели 3 языками, и 881 человек владели 2 языками.
Общее число людей говорящих на разных языках:
| Язык        | Число носителей |
| ----------- | --------------- |
| Английский  | 11,329          |
| Испанский   | 738             |
| Французский | 342             |
| Китайский   | 22              |
| Итальянский | 42              |
| Немецкий    | 59              |
| Голландский | 95              |
| Другой      | 128             |

## Религиозный состав
Большая часть населения Ангильи исповедует христианство, более 85 % жителей сказали что они христиане.

По результатам переписи 2011 года большинство христиан, а именно 22,7 %, отнесло себя к англиканской церкви. 

Остальные христиане отнесли себя к следующим группам:
- 19,4 % Методизм
- 10,5 % Пятидесятники
- 8,3 % Церковь адвентистов седьмого дня
- 7,1 % Баптизм
- 6,8 % Католицизм